# Mairon Andrés Quiñónez
Mairon Quiñónez (29 de junio de 1996, Barbacoas, Nariño, Colombia) es un futbolista colombiano. Juega como lateral izquierdo o defensa central y actualmente milita en Patriotas Boyacá de la Categoría Primera A colombiana.

## Trayectoria
- Llegó a San Juan de Pasto a las categorías inferiores del Deportivo Pasto hasta llegar al primer equipo donde debutó el 29 de junio del 2014.[2]

## Estadísticas
Estadísticas del jugador como profesional:
| Club            | Temporada | Liga        | Liga  | Copa        | Copa  | Internacional | Internacional | Total       | Total | Total |
| Club            | Temporada | Apariciones | Goles | Apariciones | Goles | Apariciones   | Goles         | Apariciones | Goles |       |
| --------------- | --------- | ----------- | ----- | ----------- | ----- | ------------- | ------------- | ----------- | ----- | ----- |
| Deportivo Pasto | 2014      | 0           | 0     | 7           | 0     | -             | -             | 7           | 0     |       |
| Deportivo Pasto | 2015      | 7           | 0     | 3           | 0     | -             | -             | 10          | 0     |       |
| Deportivo Pasto | 2016      | 2           | 0     | 5           | 0     | -             | -             | 7           | 0     |       |
| Deportivo Pasto | 2017      |             |       |             |       |               |               |             |       |       |
| Estadísticas    | Total     | 9           | 0     | 15          | 0     | -             | -             | 24          | 0     |       |

## Palmarés

### Campeonatos nacionales
| Título    | Club            | País     | Año  |
| --------- | --------------- | -------- | ---- |
| Primera B | Deportivo Pasto | Colombia | 2011 |